# Uruguay himnusza

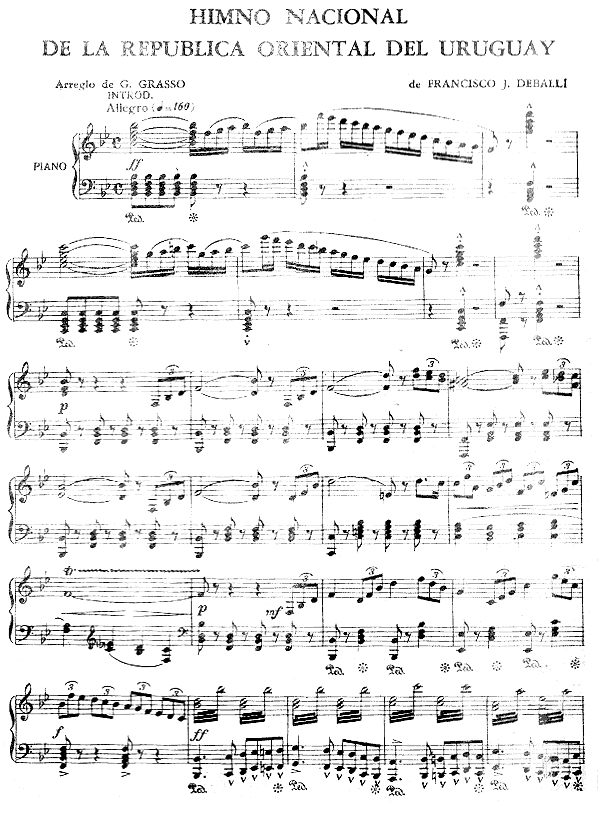
A himnusz kottája

Orientales, la Patria o la tumba (Keletiek, a haza vagy a sír!) Uruguay nemzeti himnusza, melynek szövegét Francisco Acuña de Figueroa, a dallamát pedig a magyar származású Francisco José Debali, azaz Debály Ferenc József (1791 – 1859) szerezte 1845-ben. E szerzőpáros nevéhez fűződik Paraguay Paraguayos, República o Muerte – Paraguayiak, köztársaság vagy halál! című nemzeti himnusza is.

## Rövidített változata

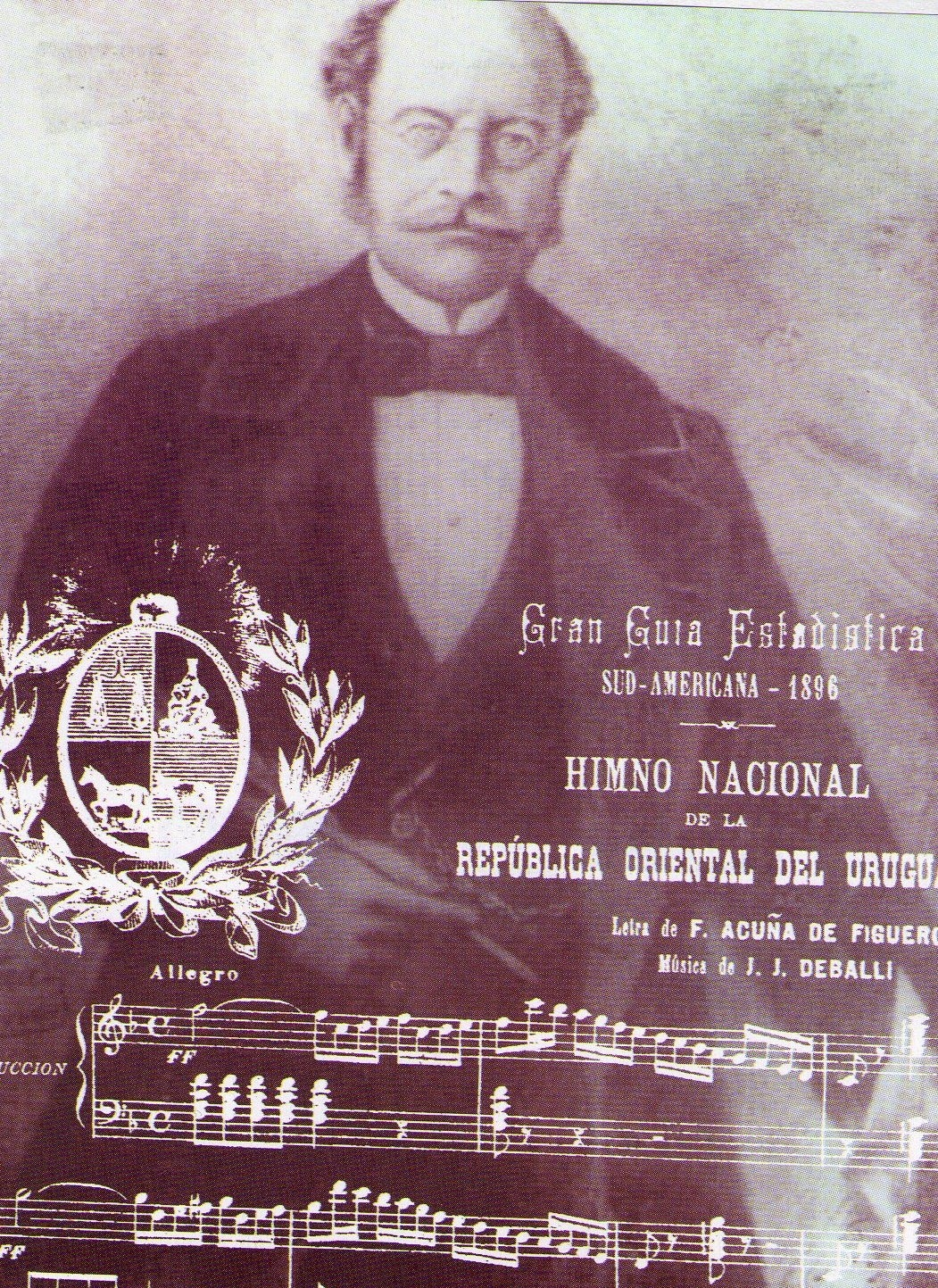
Debály Ferenc József a Himnusszal

¡Orientales, la Patria o la Tumba! – Keletiek, a haza vagy a sír!
¡Libertad o con gloria morir! (Ism.) – Szabadság vagy dicsőséggel meghalni!
Es el voto que el alma pronuncia, – Erre tesz fogadalmat lelkünk
Y que heroicos sabremos cumplir! (Ism.) – Melyet hősiesen teljesítünk!
¡Libertad, libertad, Orientales! – Szabadság, szabadság, Keletiek!
Ese grito a la Patria salvó – E kiáltás a hazát megmentette
Que a sus bravos en fieras batallas – Ahogy derék fiait a kegyetlen csatákban
De entusiasmo sublime inflamó. – Fennséges lelkesedéssel buzdította.
De este don sacrosanto la gloria merecimos – E szentséges adományból a dicsőséget érdemeltük
¡Tiranos, temblad! – Zsarnokok, reszkessetek!
¡Tiranos, temblad! (Ism.) – Zsarnokok, reszkessetek!
Libertad en la lid clamaremos, – A csatában szabadságot kiáltani fogunk,
Y muriendo, ¡también libertad! (Ism.) – És szabadságot akkor is, ha meghalunk!
¡También libertad! (Ism.) – Szintén szabadságot!
(Újra az első strófa)